# Hockeria hockerioides
Hockeria hockerioides is een vliesvleugelig insect uit de familie bronswespen (Chalcididae). De wetenschappelijke naam is voor het eerst geldig gepubliceerd in 1952 door Boucek.